# Sant Andreu de Montblanquet
Sant Andreu de Montblanquet és una església de Montblanquet, al municipi de Vallbona de les Monges (Urgell) inclosa en l'Inventari del Patrimoni Arquitectònic de Catalunya.

## Descripció
És una església d'una sola nau sense absis diferenciat i coberta amb volta de canó de perfil lleugerament apuntat. L'absis és precedit per arcs presbiterals. Hi ha unes impostes que divideixen els murs laterals com una única i sòbria decoració arquitectònica del temple de clara inspiració cistercenca per la seva puresa i simplicitat de línies. Té una teulada amb coberta a dues aigües. L'absis és llis i al seu lateral s'hi allotja la sagristia de reduïdes dimensions. A l'extrem oposat de l'absis s'hi troba el cor.
Exteriorment la façana s'obra a un dels laterals de l'església amb un arc de mig punt adovellat. Per damunt d'aquesta senzilla porta s'hi obra un elegant rosetó de clara inspiració gòtica. L'església té una última obertura a l'exterior amb una petita finestra oberta al bell mig de l'absis en forma de petit arc de mig punt i doble esqueixada. El campanar de l'església és d'espadanya.

## Història
El 1279-1280 l'església de Montblanquet ja construïda s'inclou en d'arxidiòcesis de Tarragona.